# Allochernes bactrinus
Allochernes bactrinus es una especie de arácnido  del orden Pseudoscorpionida de la familia Chernetidae.

## Distribución geográfica
Se encuentra en algunas zonas del Tayikistán.